# HMS E11
| E11                                                                           | E11 | E11 |
| ----------------------------------------------------------------------------- | --- | --- |
| HMS E11                                                                       | | |
|                                                                               | | |
| Екіпаж британського підводного човна E11 після бойового походу. 24 липня 1915 | | |
| Верф                                                                          | Vickers Limited, Барроу-ін-Фернесс                                                                      | Vickers Limited, Барроу-ін-Фернесс                                                                      |
| Під прапором                                                                  | Велика Британія                                                                                         | Велика Британія                                                                                         |
| Належність                                                                    | Військово-морські сили Великої Британії                                                                 | Військово-морські сили Великої Британії                                                                 |
| Порт приписки                                                                 | Гарідж, Мальта, Суда-Бей                                                                                | Гарідж, Мальта, Суда-Бей                                                                                |
| Закладений                                                                    | 13 липня 1912                                                                                           | 13 липня 1912                                                                                           |
| Спуск на воду                                                                 | 23 квітня 1914                                                                                          | 23 квітня 1914                                                                                          |
| Введений до складу флоту                                                      | 19 вересня 1914                                                                                         | 19 вересня 1914                                                                                         |
| На службі                                                                     | 1914—1921                                                                                               | 1914—1921                                                                                               |
| Сучасний статус                                                               | у березні 1921 року списаний на брухт                                                                   | у березні 1921 року списаний на брухт                                                                   |
| Бойовий досвід                                                                | Перша світова війна Битва на Балтійському морі Морські битви Дарданелльської кампанії                   | Перша світова війна Битва на Балтійському морі Морські битви Дарданелльської кампанії                   |
| Проєкт                                                                        | | |
| Класифікація ПЧ                                                               | малий підводний човен                                                                                   | малий підводний човен                                                                                   |
| Тип ПЧ                                                                        | типу «E»                                                                                                | типу «E»                                                                                                |
| Основні характеристики                                                        | | |
| Швидкість (надводна)                                                          | 15,25 вузла (28,24 км/год)                                                                              | 15,25 вузла (28,24 км/год)                                                                              |
| Швидкість (підводна)                                                          | 10,25 вузлів (19 км/год)                                                                                | 10,25 вузлів (19 км/год)                                                                                |
| Дальність плавання                                                            | 3000 миль (5600 км) на швидкості 10 вузлів (надводна) 65 миль (120 км) на швидкості 5 вузлів (підводна) | 3000 миль (5600 км) на швидкості 10 вузлів (надводна) 65 миль (120 км) на швидкості 5 вузлів (підводна) |
| Екіпаж                                                                        | 31 офіцер та матрос                                                                                     | 31 офіцер та матрос                                                                                     |
| Розміри                                                                       | | |
| Довжина найбільша (по КВЛ)                                                    | 55 м | 55 м |
| Ширина корпусу найб.                                                          | 4,6 м                                                                                                   | 4,6 м                                                                                                   |
| Водотоннажність надводна                                                      | 678 тонн                                                                                                | 678 тонн                                                                                                |
| Водотоннажність підводна                                                      | 820 тонн                                                                                                | 820 тонн                                                                                                |
| Силова установка                                                              | | |
| Дизель-електрична: 2 × дизельних двигуни Vickers 2 × електродвигуни           | | |
| Гвинти                                                                        | 2 | 2 |
| Потужність                                                                    | 2 × 800 к.с. (дизелі) 2 × 420 к.с. (електродвигуни)                                                     | 2 × 800 к.с. (дизелі) 2 × 420 к.с. (електродвигуни)                                                     |
| Озброєння                                                                     | | |
| Артилерія                                                                     | 1 × 76-мм гармата QF 12-pounder 12 cwt                                                                  | 1 × 76-мм гармата QF 12-pounder 12 cwt                                                                  |
| Торпедно- мінне озброєння                                                     | 5 × 450-мм торпедних апаратів                                                                           | 5 × 450-мм торпедних апаратів                                                                           |

E11 (англ. HMS E11) — британський військовий корабель, підводний човен типу «E» другої серії, що перебував у складі Королівського військово-морського флоту Великої Британії за роки Першої світової війни. Найуспішніший та найрезультативніший британський підводний човен часів Першої світової війни. Найбільш прославився походами в Мармурове море, через Дарданелли, що сильно охоронялися.
E11 був закладений 13 липня 1912 року на верфі компанії Vickers Limited у Барроу-ін-Фернессі. 23 квітня 1914 року він був спущений на воду, а 19 вересня 1914 року увійшов до складу Королівського ВМФ Великої Британії.

## Історія служби
2 жовтня 1914 року після ходових випробувань E11 під командуванням капітана-лейтенанта Мартіна Несміта увійшов до складу 8-ї флотилії підводних човнів Домашнього Флоту у Гаріджі.
15 жовтня 1914 року E11 вийшов з Горлстона у першій партії з трьох човнів типу «E»: E1 (лейтенант-командер Ноель Лоренс), E9 (лейтенант-командер Макс Гортон) і E11 (лейтенант-командер Мартін Данбар-Несміт), які здійснили перехід через небезпечні протоки Скагеррак, Каттегат і вузькі, мілкі Данські протоки.
Незабаром E11 повернувся до Гаріджа.
У грудні 1914 року під час рейду на Скарборо E11 було відправлено в Гельголандську затоку для перехоплення німецького флоту, що повертався після зухвалого нальоту. Однак на момент прибуття E11 німецькі кораблі вже повернулися до бази. Наступного ранку Несміт зміг атакувати лінкори 1-ї бойової ескадри, що прямували з Ельби до Яде. Його торпеда не влучила в лінкор «Остфризланд», що йшов у голові кільватерної колони та не підозрював про атаку.
E11 брав участь у Куксгафенському рейді, який завершився 25 грудня 1914 року атакою семи гідролітаків з гідроавіаносців «Інгейдін», «Рів'єра» та «Імпрес» (у супроводі трьох крейсерів і кількох есмінців Гарідж форс) на ангари цепелінів і інші військові цілі поблизу Куксгафена. Чотири літаки не змогли повернутися на свої кораблі. E11 виконував роль контрольного човна на зворотному шляху. Три літаки, у яких закінчувалося паливо, побачили E11 і приземлилися неподалік. П'ять екіпажів були врятовані E11, тоді як Zeppelin L 5 (LZ 28) намагався їх атакувати. Дві бомби були скинуті та вибухнули неподалік, коли E11 занурився. Командир човна Несміт був відзначений у наказі.
У травні 1915 року E11 перевели до Дарданелл, щоб приєднатися до підводної кампанії в Мармуровому морі. E11 пройшов через Дарданелли в ніч на 18 травня. Спливши біля міста Галліполі, Несміт захопив турецьке вітрильне судно та прив'язав його до бойової рубки, щоб маскуватися. Подорожуючи Мармуровим морем, він потопив канонерський човен і кілька інших малих суден 23 травня. Наступного дня біля порту Родосто (сьогодні Текірдаг) E11 зіткнувся з турецьким транспортом «Нагара», навантаженим боєприпасами. На борту транспорту був американський журналіст Реймонд Грем Свінг з Chicago Daily News. Несміт потопив корабель після того, як його покинули екіпаж і пасажири. Несміт потопив інший транспорт і змусив один сісти на мілину, перш ніж його відтіснила від берега турецька кавалерія.
У другому поході до Дарданелл, 6 серпня E11 успішно торпедував турецький мінний крейсер «Пейк-і-Шевкет», завдавши серйозних пошкоджень. Через два дні, 8 серпня 1915 року, під час нової британської висадки в Сувлі, E11 торпедував застарілий турецький пре-дредноут «Хайр ад-Дін Барбаросса» біля Булаїра у північного входу в Дарданелли. Корабель затонув, загинули 21 офіцер та 237 матросів. «Хайр ад-Дін Барбаросса» був одним із двох османських лінійних кораблів, затоплених під час кампанії. Знову відвідавши Константинополь, E11 потопив чорноморське вугільне судно «Ісфахан», коли воно готувалося до розвантаження — це завдало значного удару, оскільки вугілля було основним джерелом палива, а запаси були дефіцитними. Рухаючись до Ізмітської затоки, у ніч на 20 серпня перший офіцер E11, лейтенант Гай Д'Ойлі-Г'юз, виплив на берег і підірвав ділянку залізничної лінії Константинополь-Багдад, за цей подвиг він був нагороджений хрестом «За видатні заслуги».